# تطهير المياه بالطاقة الشمسية

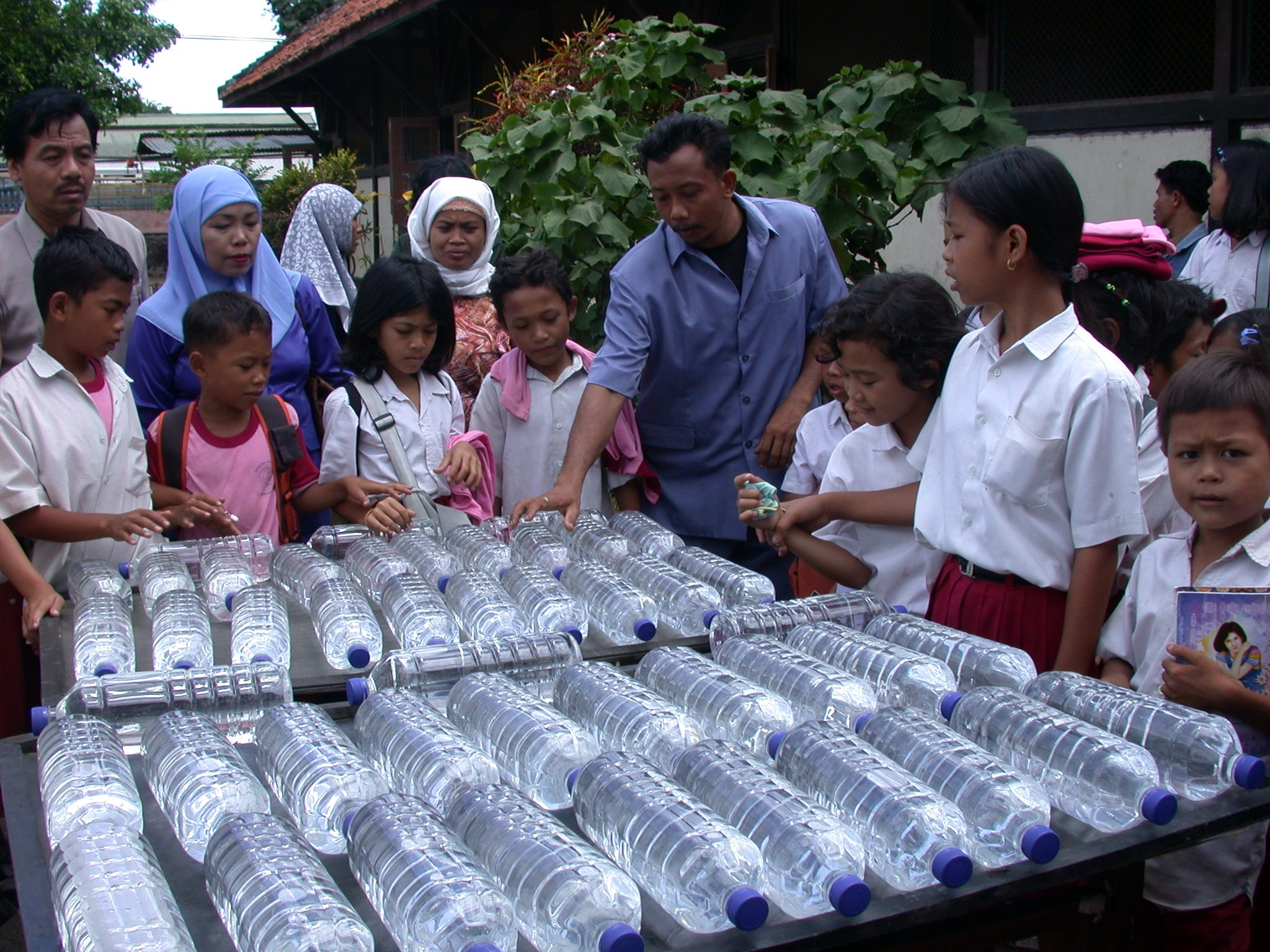
تطهير المياه بالطاقة الشمسية في إندونيسيا باستخدام زجاجات شفافة من البلاستيك PET

تطهير المياه بالطاقة الشمسية (بالإنجليزية: Solar water disinfection)‏ هي طريق تستخدم في معالجة المياه الملوثة بالميكروبات بتعريض المياه لضوء الشمس في عبوات البلاستيك المصنوعة من البولي إيثيلين تترافيثالات الشفافة لمدة 6 ساعات على الأقل إذا كانت السماء مشرقة. هنا تستخدم الطاقة الشمسية لتطهير المياه من الملوثات بيولوجيًا (مثل البكتيريا والفيروسات والبروتوزوا والديدان) لجعلها صالحة للشرب. تتطلب المياه الملوثة بعوامل غير بيولوجية مثل المواد الكيميائية السامة أو المعادن الثقيلة خطوات إضافية.

## وصلات خارجية
- SODIS
- تعقيم المياه باستخدام الطاقة الشمسية